# Krita
Krita é uma ferramenta de criação de ilustrações, concept art, histórias em quadrinhos, pinturas digitais e animações, também podendo ser usado como um programa de retoques e manipulação de fotografia, conversor de formatos, suportando vários modelos de cores e pintura HDR. Possui uma interface de baixa distração, suporte acelerado de alta qualidade OpenGL, suporte a gerenciamento de cores, mecanismo avançado de pincéis, camadas e máscaras não-destrutivas, gerenciamento de camadas em grupo, suporte a arte vetorial e perfis de customização alternáveis. É software livre e de código aberto e está disponível para Linux, Windows e macOS, e em versão experimental para Android e Chrome OS.

## História
Krita nasceu inicialmente como parte da suíte KOffice na versão 1.4.0, em 21 de junho de 2005, incluído no ambiente de desktop KDE. Antes de ser disponibilizado ao público, o projeto era chamado de KImageShop, mas entrou em choque com a lei de marcas da Alemanha, e foi renomeado para Krayon. Por questões de direitos autorais no ano de 2002, foi finalmente renomeado para Krita, nome que permanece até hoje.
Inicialmente o desenvolvimento foi lento, porém, em 2003, ele cresceu rapidamente, sendo lançado publicamente pela primeira vez em 2004. Entre 2005 e 2009, o desenvolvimento foi focado em ser um software de manipulação de imagens e pintura, como Photoshop ou GIMP. De 2009 em diante, ele começou a ser focado somente em pintura.

## Visão geral
O Krita tem muitas recursos que não existem em nenhum outro editor de imagens gratuito, como por exemplo esquemas de cores RGBA, Cinza, CMYK, Lab, YCbCr, XYZ em 8 bits inteiro, 16 bits inteiro, 16 bits de ponto flutuante, 32 bits de ponto flutuante, profundidade de 8 a 32 bits em cada canal, layers pseudo infinito, gestão de cores, transparência avvidcustomizada, filtro de equilíbrio de cores, ferramentas de clone para camadas bases etc.[carece de fontes?]
Krita é livre e multiplataforma, está disponível para outros sistemas operacionais como o Microsoft Windows™ ou o Mac OS X™ da Apple. Atualmente com integração de plug-ins como o G’Mic, Krita é totalmente extensível, e sua interface de usuário é ergonômico, simples e flexível, garante para leigos e não leigos estarem criando e finalizando seus trabalhos desde o mais simples ao mais complexo designer. Krita é um software Livre, mantido por trabalho em conjunto de usuários, voluntários, pela comunidade do projeto KDE, e a fundação Krita.[carece de fontes?]

## Recursos e design
A versão atual do Krita é desenvolvida com o Qt 5 e o KDE Frameworks 5. Ele é projetado principalmente para artistas conceituais, ilustradores, artistas matte e textura e a indústria VFX. Possui os seguintes recursos principais:

### Experiência de usuário

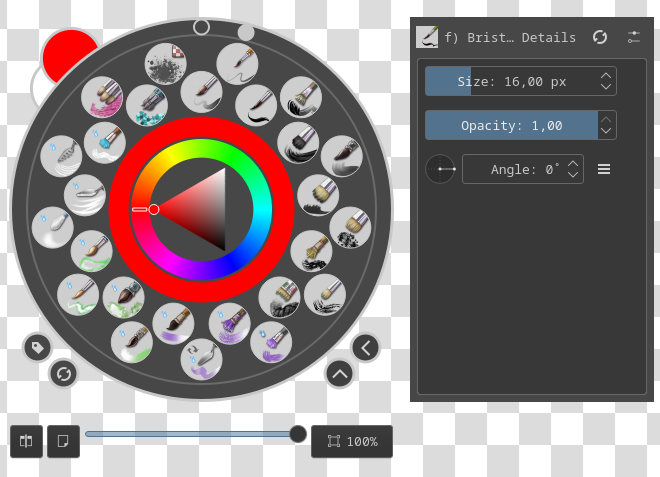
Paleta HUD pop-up

A característica mais proeminente da Krita é o seu design de interface com os usuários de tablets gráficos em mente. Ela usa uma combinação de botões de caneta, modificadores de teclado e um HUD baseado em ícones para garantir que as funções usadas com freqüência podem ser acessadas por poucos cliques, sem a necessidade de pesquisar por menus baseados em texto.
Os comandos de desenho mais usados podem ser acessados cegamente por algumas combinações de 2 modificadores de teclado com 2 botões de caneta / mouse:
| Comando               | Entrada                       |
| --------------------- | ----------------------------- |
| Tamanho do pincel +/- | Shift + Pen drag              |
| Selecionar cor        | Ctrl + Pen tap                |
| Pan                   | Pen button + Pen move         |
| Zoom                  | Ctrl + Pen button + Pen move  |
| Rotacionar            | Shift + Pen button + Pen move |

O menu de contexto da paleta é acessado com o clique direito. Permite acesso instantâneo às seguintes funções:

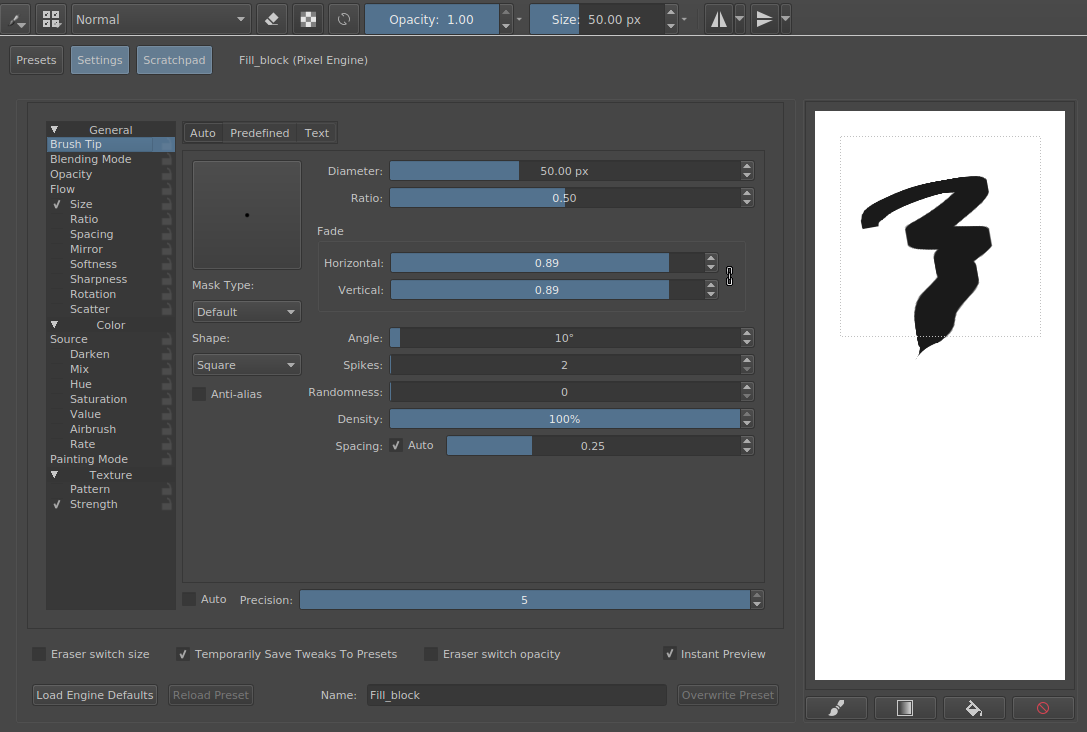
Controles de um dos muitos motores de pincéis

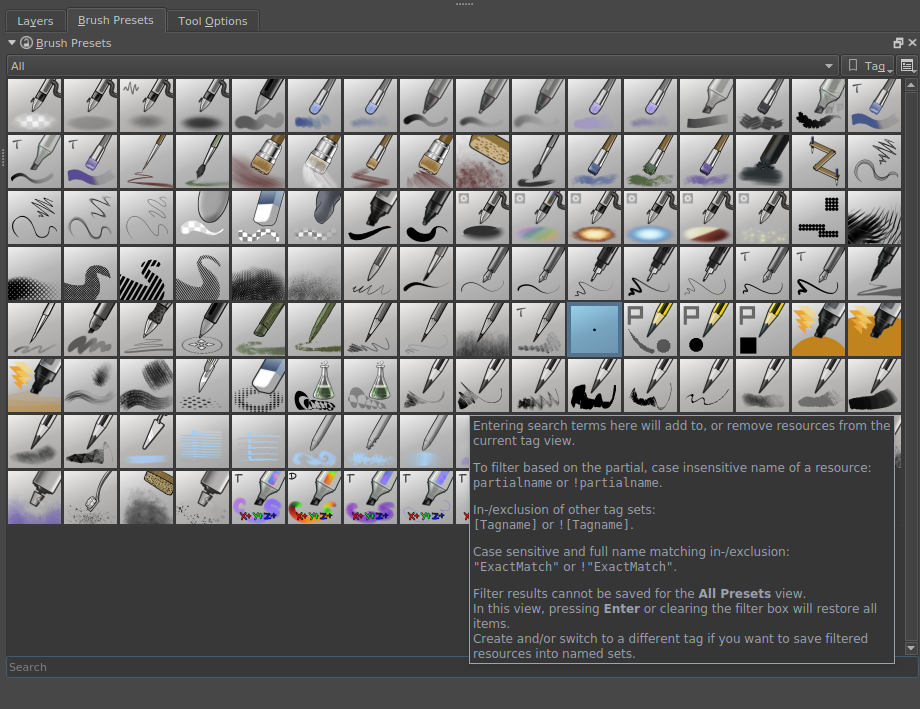
Pincéis padrão

| Ferramenta                                               | Cor                      | Visão       |
| -------------------------------------------------------- | ------------------------ | ----------- |
| 10 predefinições de pincel carregadas                    | Seletor de anel de cor   | Zoom        |
| Carregar outros grupos predefinidos                      | Exibição a cores FG / BG | Girar       |
| Tamanho do pincel, opacidade, fluxo, espaçamento, ângulo | Cor recente              | Espelho     |
|                                                          |                          | Canvas-only |
|                                                          |                          | Reset view  |

### Ferramentas de pintura
As ferramentas de pintura digital do Krita incluem:

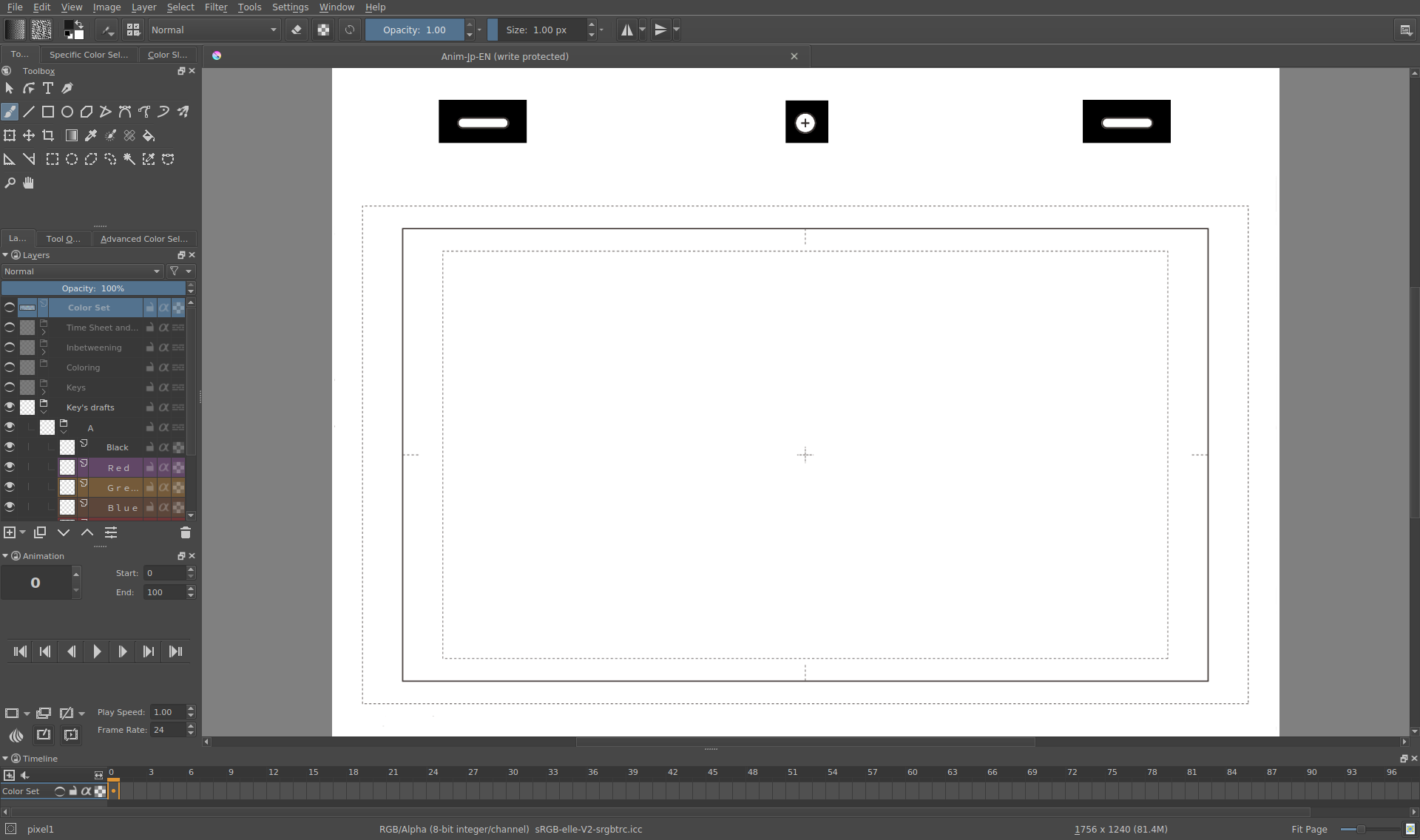
Espaço de trabalho de animação

| Ferramenta                                   | Assistentes de desenho                 | Ferramentas de seleção | Ferramentas de transformação |
| -------------------------------------------- | -------------------------------------- | ---------------------- | ---------------------------- |
| Suporte a mesas de desenho gráficas          | Intensidade de interferência ajustável | Retângulo              | Posição livre                |
| 9 sistemas de pintura diferentes             | Princípios retos infinitos e paralelos | Elipse                 | Girar                        |
| Modelado após ferramentas reais              | Splines (curvas)                       | Freehand (lasso)       | Escala                       |
| Altamente ajustável                          | Elipses                                | Polígono               | Cisalha                      |
| Lembra configurações para cada caneta física | Perspectiva                            | Esboço                 | Perspectiva                  |
| Estabilizador de caneta                      | Ponto de fuga                          | Preencher              | Wrap                         |
| Suporte a pintura multibrush                 | Ponto de vista do peixe                | Cor                    | Cage                         |
|                                              |                                        | Opacidade              | Liquificar                   |

### Ferramentas de animação
As ferramentas de animação da Krita são projetadas para animações rasterizadas. Possui os seguintes recursos:

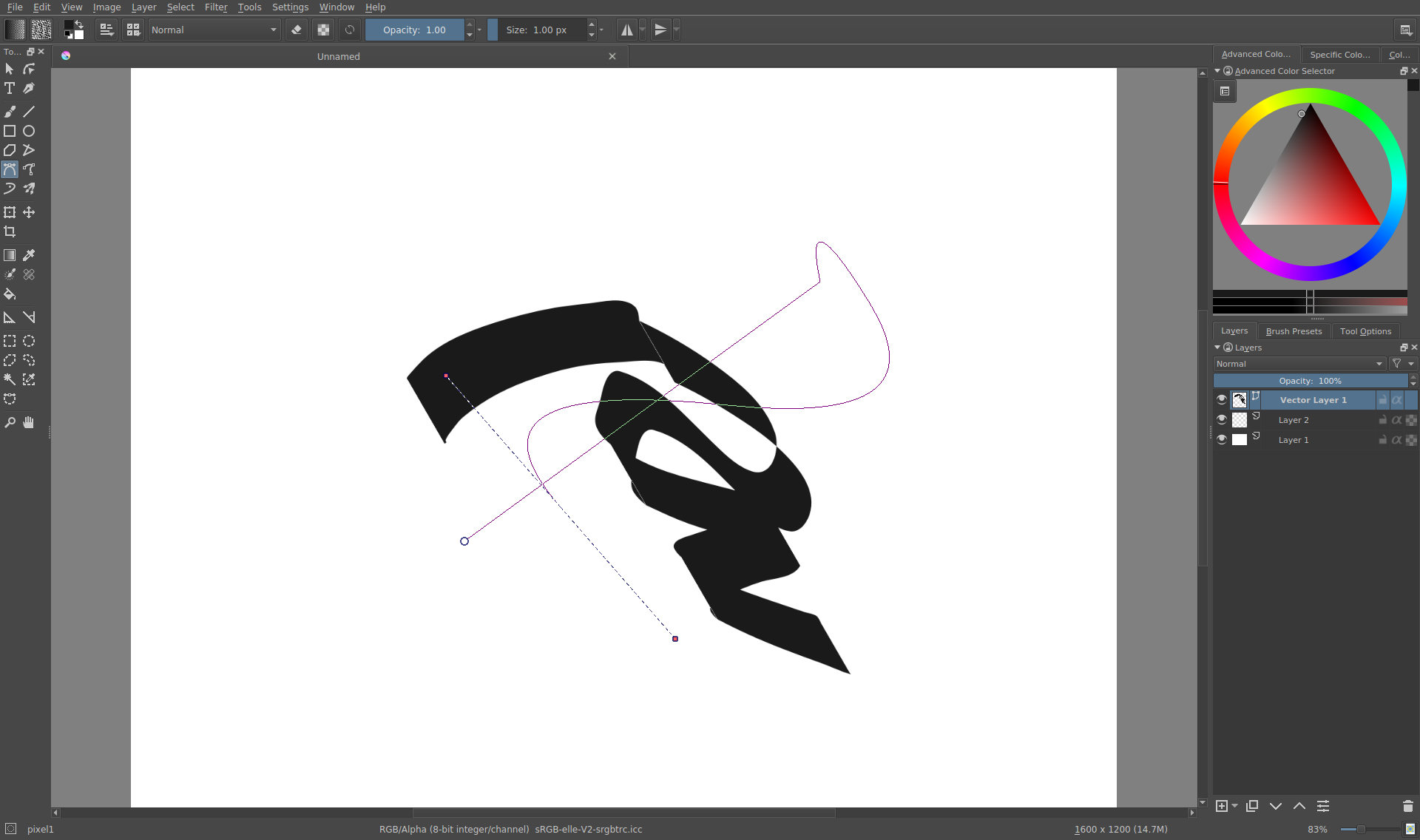
Ferramentas vetoriais

| Interface                                         | Importar                      | Exportar                       |
| ------------------------------------------------- | ----------------------------- | ------------------------------ |
| Interface semelhante ao Adobe Flash               | Importação em lote de quadros | Renderizar com ffmpeg          |
| Controles de linha de tempo                       |                               | Saída para quadros individuais |
| Controles de reprodução de animação em tempo real |                               | Saída para GIF, AVI, MP4, etc. |
| Display "onion-skin"                              |                               |                                |

### Ferramentas vetoriais
Krita usa ferramentas vetoriais para a edição não-destrutiva dos seguintes objetos:
- Caminho
- Seleção
- Texto (artístico, multilinha, caligrafia)

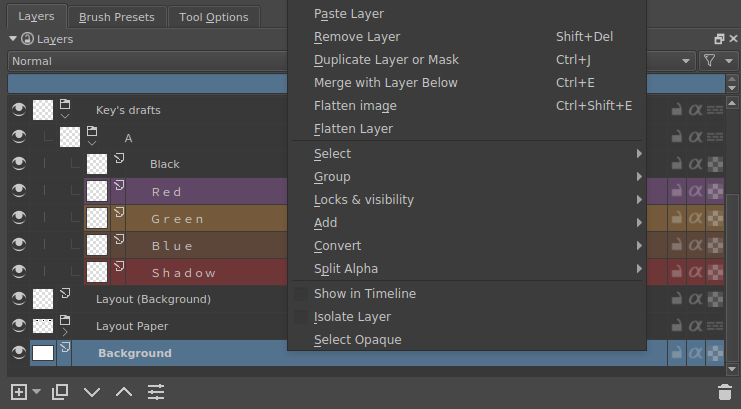
Camadas e controles de máscara

- Arte vetorial
- Preencher e gradiente

### Camadas e máscaras
Os recursos de camada e máscara da Krita incluem:
| Gerenciamento de camadas           | Mascara se aplica a     | Camadas não destrutivas | Máscaras não destrutivas  |
| ---------------------------------- | ----------------------- | ----------------------- | ------------------------- |
| Grupos de camada de nível múltiplo | Camadas rásticas        | Camadas de clone        | Máscaras de transparência |
| Selecione várias camadas           | Camadas vetoriais       | Camadas do filtro       | Máscaras de filtro        |
| Camadas de arrastar e soltar       | Grupos de camada        | Fill layers             | Colorir máscaras          |
| Destaque da camada                 | Camadas não destrutivas | Camadas de arquivos     | Transformação de máscaras |
|                                    |                         |                         | Máscaras de seleção local |

### Personalização

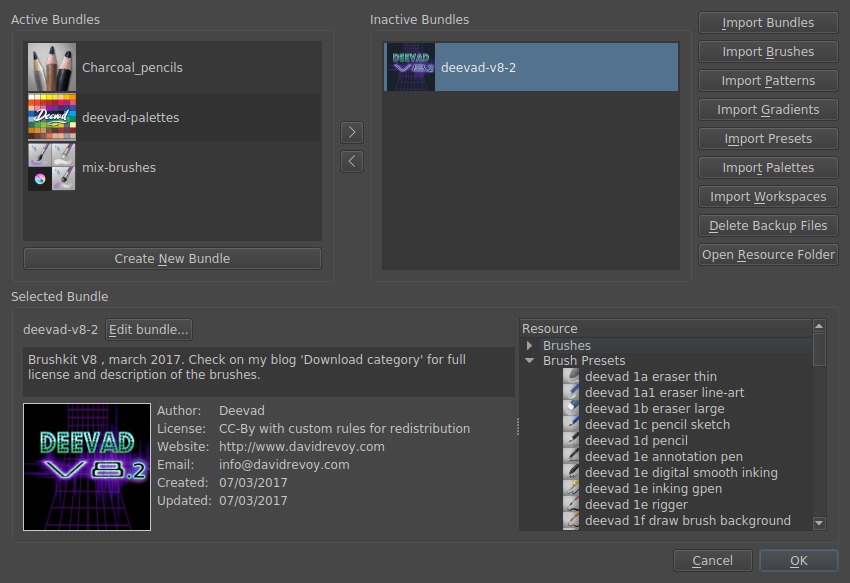
Gerenciador de recursos

Uma coleção de predefinições feitas pelo usuário pode ser empacotada como bundles e carregada como um todo. A Krita fornece muitos desses conjuntos de pincel e pacotes de textura em seu site oficial.
 'Painéis de ferramentas customizáveis'  são conhecidos como  'Dockers'  em Krita. As ações incluem:
- 2 barras de ferramentas customizáveis
- Alternar a exibição de cada docker
- Anexe qualquer docker para qualquer lado da janela principal, ou desanexar para flutuar livremente
- Botões para colapsar / expandir cada painel do docker
- Encastrar grupo por abas

 'Perfis do espaço de trabalho'  permitem que diferentes configurações de UI sejam salvas para diferentes fluxos de trabalho sendo carregados instantaneamente.

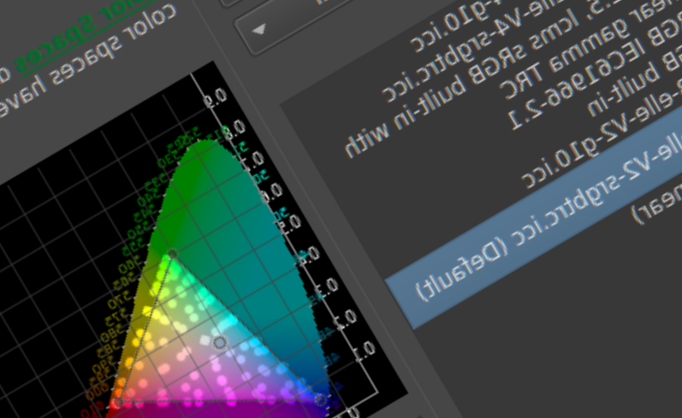
Qualidade do texto na tela OpenGL do Krita com zoom não-integral, rotação e espelho

### Display
OpenGL accelerated canvas  é usado para acelerar o desempenho de Krita. Tem os seguintes benefícios:
- Melhor prazo e tempo de resposta, as ações de caneta podem ser refletidas sem demoras
- Melhor qualidade, rápido e contínuo zoom, panning, rotação, envolvimento e espelhamento
- Requer uma GPU com suporte OpenGL 3.0 ou Direct3D 11 via ANGLE para uma experiência ótima, no caso de Intel HD Graphics, significa Ivy Bridge e acima.

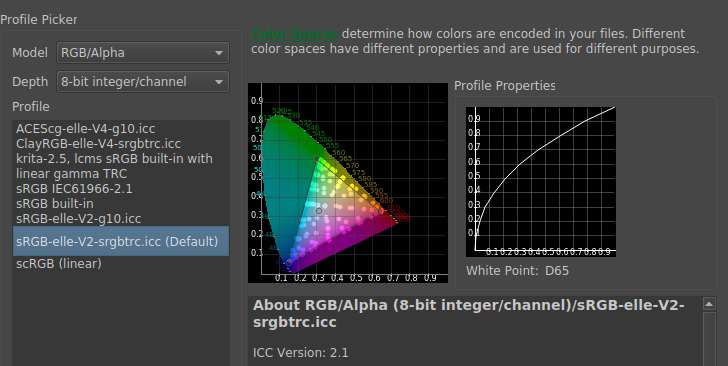
Carregador de espaço de cores

 Gerenciamento de cores completas é suportado no Krita com as seguintes capacidades:
- Atribuir e converter entre espaços de cores
- Impressão a cores em tempo real, incluindo o modo de blindagem de cor
- Modelo de cores suportado: RGBA, Cinza, CMYKA, Lab, YCbCr, XYZ
- Profundidade de cor suportada: inteiro de 8 bits, inteiro de 16 bits, ponto flutuante de 16 bits, ponto flutuante de 32 bits

### Filtros

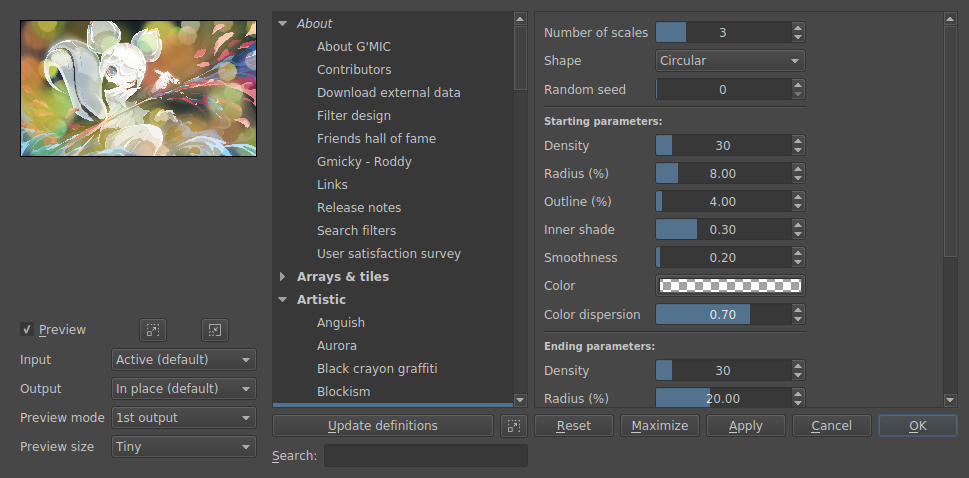
Krita's G'MIC filter controls

A Krita possui uma coleção de filtros embutidos e suporta filtros G'MIC. Tem suporte de visualização de filtro em tempo real.
Filtros incluídos em uma instalação padrão: níveis, curvas de ajuste de cor, curva de brilho / contraste, desaturação, inversão, autocontrole, ajuste HSV, pixelizar, pingos de chuva, pintura a óleo, borrão gaussiano, borrão de movimento, desfocagem, desfocagem da lente, cor para alfa, transferência de cores, minimizar o canal, maximizar o canal, detecção de borda superior / esquerda / inferior / direita, sobel, afiar, remoção média, máscara de unsharp, remoção de ruído gaussiano, redutor de ruído wavelet, gravar horizontalmente somente em todas as direções / (laplacian) / vertical apenas / com profundidade variável / horizontal e vertical, pequenas telhas, cantos redondos, phump bumpmap.

### Formatos de arquivo suportados
O formato de documento nativo de Krita é o documento Krita (.kra). Ele também pode salvar muitos outros formatos de arquivo, incluindo PSD.
|                   | Formatos de arquivo |
| ----------------- | --- |
| Salvar em         | Documento Krita, OpenRaster, Imagem PSD, PPM, PGM, PBM, PNG, JPEG, BMP Windows, XBM, XPM, GIF, TIFF, EXR, WebP, CSV TVPaint, SVG (versão 4.0 e superiores), HEIF (versão 4.3.0 e superior), e TGA |
| Importação apenas | Imagem Gimp, JPEG-2000, PDF, ODG (versões anteriores à 4.3), Krita Flipbook, Adobe DNG e Camera RAW                                                                                               |
| Exportação apenas | QML e ICO |

## Mascote

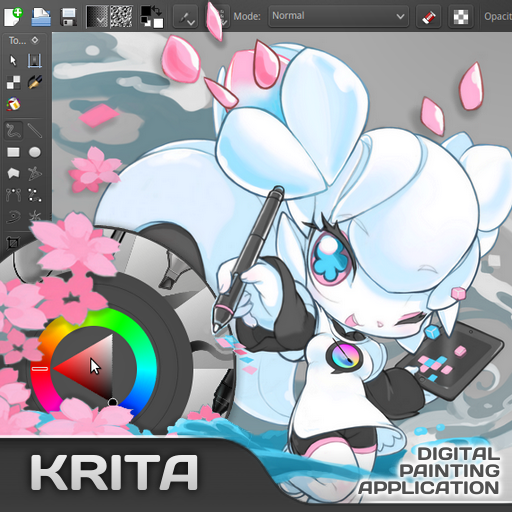
Kiki

"Kiki the Cyber Squirrel" é a mascote de Krita, um esquilo robótico e antropomórfico criado por Tyson Tan. A comunidade decidiu coletivamente que o mascote fosse um esquilo porque "krita" também é a palavra albanesa para esquilo. A primeira versão do Kiki foi postada no fórum do KDE em 2012 e foi usada no livreto de introdução da versão 2.6 da Krita. Kiki foi usada como splash de inicialização da Krita desde a versão 2.8. Até agora, cada nova versão do Krita veio com uma nova versão de Kiki. Kiki foi usada para os itens da loja de mercadorias do Krita e obras de arte do projeto Steam do Krita.